# R25 (雑誌)
『R25』（アールにじゅうご）は、かつてリクルートが発行していたフリーペーパーおよび同社が運営していたウェブサイトである。
フリーペーパーは2004年7月1日に創刊し、2015年9月24日号をもって休刊しウェブ版に主軸を移した。
ウェブサイトも、2017年3月31日をもって更新を停止し、4月28日にサービス終了となった。
同年5月にサイバーエージェントがメディア事業子会社『株式会社新R25』を設立し、同年に『新R25』が創刊された。

## 概要
ウェブサイトの閉鎖時点では島雄輝が担当している。

首都圏30km圏内（東京、神奈川、埼玉、千葉の各一部）の主要鉄道駅、東京都心10区内のコンビニエンスストア・大手書店、ターミナル駅周辺の飲食店など合計約1950ヶ所に設置されたスタンドで無料配布されていた。
2011年1月20日号からは大阪市周辺や名古屋市でも発行するようになった。

## ウェブサイト
2009年7月30日に『R25式モバイル』の運営を終了して『mobileR25 powered by Yahoo! JAPAN』を開設し、一部コンテンツを移管。
同年12月にYahoo! JAPAN 内に移転し『web R25』に改称したが、2015年10月には名称を「R25」に戻すなどの変遷を経て、2017年3月、リクルートは2017年4月28日をもってサービスを終了する旨の発表を行った。

### 新Webメディア「新R25」創刊
2017年5月11日、サイバーエージェントは子会社『新R25』を設立し、6月中旬に新Webメディア「新R25」を創刊すると発表した。
『R25』を引き継ぐ形で、『R25』を運営していたMedia Shakersの全株式をサイバーエージェントが取得。
サイバーエージェントが運営するバイラルメディア『Spotlight』をブランド統合し、「新R25」を展開していくこととなる。

## ラジオ番組
2008年10月4日から2009年3月28日まで、TBSラジオでラジオ番組『R25「ナイスQ」編集部』が放送された。

## テレビ番組
- 日経スペシャル ガイアの夜明け フリーペーパー協奏曲～拡大する“0円雑誌”の仕掛け人たち～（2006年11月21日、テレビ東京）[6] - “0円雑誌”の舞台裏を取材。

#### 広報資料・プレスリリースなど一次資料
1. 1 2 3 4 5  “R25媒体資料” (PDF). 2017年3月8日時点のオリジナルよりアーカイブ。2011年10月1日閲覧。
2. ↑  『「R25」ブランド統合のお知らせ』（PDF）（プレスリリース）株式会社Media Shakers、2015年7月3日。2017年3月8日閲覧。[リンク切れ]
3. 1 2  『リクルートとYahoo! JAPAN　フリーマガジン『R25』のインターネット・モバイル事業において事業提携』（プレスリリース）株式会社リクルート、2009年10月15日。2017年3月7日閲覧。
4. ↑  『ウェブ サイト『R25』リニューアルのお知らせ』（PDF）（プレスリリース）株式会社Media Shakers、2015年10月1日。2017年3月7日閲覧。[リンク切れ]
5. ↑  『株式会社Media Shakers運営『R25』および関連サービス等終了のお知らせ』（プレスリリース）株式会社リクルートホールディングス、2017年3月1日。2017年3月7日閲覧。